# Walter Beech
Walter Herschel Beech (* 30. Januar 1891 bei Pulaski, Tennessee; † 29. November 1950) war ein amerikanischer Pilot, Flugzeugkonstrukteur und Unternehmer.

## Leben
Der Sohn eines Farmers hatte bereits als Kind auf dem elterlichen Hof mit der Agrartechnik zu tun, ein Einstieg für den Heranwachsenden, der als Jugendlicher den Hof verließ und Vertreter bei einem Lastwagenhersteller wurde.
Schon immer interessierte sich Beech für die Fliegerei, und so machte er den Pilotenschein. Sein erster Alleinflug datiert vom 11. Juli 1914.
Als die USA in den Ersten Weltkrieg eintraten, meldete Walter Beech sich zur Luftwaffe, wo er nicht nur als Pilot diente, sondern auch als Fluglehrer und Flugzeugtechniker.
Nach dem Militärdienst gehörte Beech zu den "Barnstormern", die mit ihren Maschinen von Ort zu Ort zogen, um die Menschen für die Fliegerei zu begeistern. Beech flog in dieser Zeit eine Curtiss JN-4.
1921 verkaufte Beech die Maschine, kaufte sich von dem Erlös ein Stück Land und trat eine Arbeitsstelle in einem kleinen Flugzeugwerk in Wichita an, der E. M. Laird Company, wo er im Konstruktionsbüro und auch als Testpilot tätig war. In Personalunion übernahm Beech auch gleich die Rolle des Vorführpiloten und des Verkäufers. Nebenbei nahm er auch mit den bei Laird produzierten "Swallow"-Maschinen erfolgreich an den damals äußerst beliebten Flugzeugrennen teil, in denen die Flugzeughersteller die Leistungsfähigkeit ihrer Produkte demonstrieren konnten.
1924 war Walter Beech durch sein Engagement zum Generaldirektor des Unternehmens aufgestiegen, verließ die Firma aber kurze Zeit später und gründete zusammen mit Clyde Cessna sein erstes eigenes Unternehmen, die Travel Air Manufacturing Company.
Es ist überliefert, dass Walter bereits als Kind auf dem elterlichen Hof Versuche betrieben haben soll, aus allen möglichen verfügbaren Materialien einen flugfähigen Gleiter zu bauen – angeblich sollen auch einmal einige von seiner Mutter soeben gekaufte Betttücher diesen Versuchen zum Opfer gefallen sein –, Walters erste Konstruktionen sollen aber wenig erfolgreich gewesen sein.
Anders war es mit dem ersten Flugzeug, welches in seinem neuen Unternehmen hergestellt wurde, einem dreisitzigen einmotorigen Doppeldecker, der mit einem Motor aus alten Militärbeständen ausgestattet war; dieses Triebwerk erhielt eine für die damalige Zeit ungewöhnliche Stromlinienverkleidung.
Recht schnell hatte das Unternehmen einen Namen und wurde innerhalb von 4 Jahren zu einem der bekanntesten Hersteller von kleinen Transportflugzeugen.
Die Gründe des Erfolges waren einerseits der unbedingte Wille Walter Beechs, nicht nur gute, sondern die besten Flugzeuge zu bauen und andererseits der Langstreckenboom in den USA nach dem Transatlantikflug von Charles Lindbergh 1927. Diesen Trend nutzte Beech aus und schickte ein Flugzeug aus seiner Produktion, die "City of Oakland", von Kalifornien nach Hawaii; die Strecke wurde von der Maschine in 25 Stunden und 36 Minuten zurückgelegt.
Dieser Erfolg brachte Beech erhebliche Produktionsaufträge ein. Der wirtschaftliche Erfolg hielt an, und in den ausgehenden 1920er-Jahren hatte Beech die höchsten Produktionszahlen aller US-amerikanischen Flugzeughersteller.
Neben den Serienmaschinen wurde bei Beech auch ein Einzelstück gebaut die Rennmaschine "Mystery Ship", die Anfang 1929 eine Höchstgeschwindigkeit von über 300 km/h erreichte.
Trotz aller Erfolge ging die Weltwirtschaftskrise auch an Beech nicht vorbei, und zur Rettung des Unternehmens erfolgte eine Fusion mit der Curtiss-Wright-Company, verbunden mit einer Schließung der alten Produktionsstätten in Wichita.
Walter Beech wurde Vizepräsident der Curtiss-Wright-Company, stieg aber bereits im Jahre 1932 dort wieder aus, ging zurück nach Wichita und wagte dort mit der Beech Aircraft Company (später Beechcraft) einen Neuanfang.

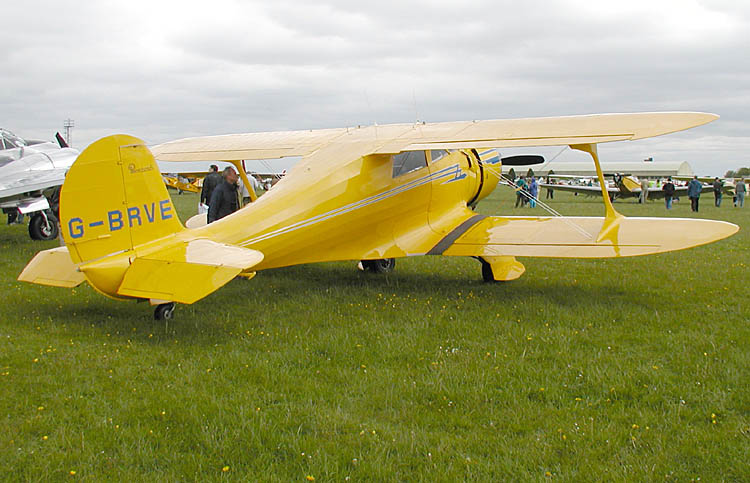
Beech D.17S Staggerwing (1943)

Bereits 1930 hatte Beech seine langjährige Sekretärin Olive Ann Mellor geheiratet. Seine Frau, mit der Beech später zwei Töchter hatte, war im neuen Unternehmen für die geschäftliche Seite zuständig, während Walter sich intensiv seinem neuen Ziel zuwandte, dem Bau eines schnellen, aber dennoch komfortablen Geschäftsflugzeuges, eigentlich ein Anachronismus in dieser Zeit der leeren Kassen.
Der Erstentwurf, ein Doppeldecker genannt Beechcraft Nr. 1, flog am 4. November 1932, blieb jedoch ein Einzelstück. Die Weiterentwicklung, genannt Model 17, erreichte aber Serienreife und erhielt später aufgrund seiner gestaffelt übereinander angeordneten Tragflügel den einprägsamen Namen Staggerwing. Die Staggerwing war das erste einer Reihe von überaus erfolgreichen Flugzeugen, die das Beechcraft-Werk verließen.
Am 29. November 1950 verstarb Walter Herschel Beech an den Folgen eines Herzinfarktes. Seine Frau führte darauf das Unternehmen im Sinne ihres Mannes fort und blieb auch nach der Übernahme durch Raytheon bis 1982 Mitglied der Geschäftsleitung.